# ライヴ・イン・ジャパン (クイーンの映像作品)
『ライヴ・イン・ジャパン』 (Live in Japan) は、イギリスのロックバンド、クイーンが1983年に日本限定でリリースした映像作品で、1982年11月3日に行われた、「Hot Space Tour」最終日、埼玉県所沢市の西武ライオンズ球場でのライブの映像が収録されている。また、この作品はバンド初のライブ・ビデオである。
この作品は1999年に東芝EMIから再発売されて以降廃盤となっているが、2004年にリリースされた『オン・ファイアー/クイーン1982』のDVD版には、ボーナス映像としてこの作品から一部の映像が収録されている。

## 収録曲
| #   | タイトル                                                    | 作詞・作曲                  |
| --- | ----------------------------------------------------------- | --------------------------- |
| 1.  | 「フラッシュのテーマ」(Flash)                               | ブライアン・メイ            |
| 2.  | 「ザ・ヒーロー」(The Hero)                                  | メイ                        |
| 3.  | 「ナウ・アイム・ヒア」(Now I'm Here)                        | メイ                        |
| 4.  | 「プット・アウト・ザ・ファイア」(Put Out the Fire)          | メイ                        |
| 5.  | 「ドラゴン・アタック」(Dragon Attack)                       | メイ                        |
| 6.  | 「ナウ・アイム・ヒア (リプライズ)」(Now I'm Here (Reprise)) | メイ                        |
| 7.  | 「ラヴ・オブ・マイ・ライフ」(Love of My Life)               | フレディ・マーキュリー      |
| 8.  | 「セイヴ・ミー」(Save Me)                                   | メイ                        |
| 9.  | 「ギター・ソロ」(Guitar Solo)                               | メイ                        |
| 10. | 「アンダー・プレッシャー」(Under Pressure)                  | クイーン デヴィッド・ボウイ |
| 11. | 「愛という名の欲望」(Crazy Little Thing Called Love)        | マーキュリー                |
| 12. | 「ボヘミアン・ラプソディ」(Bohemian Rhapsody)               | マーキュリー                |
| 13. | 「タイ・ユア・マザー・ダウン」(Tie Your Mother Down)        | メイ                        |
| 14. | 「手をとりあって」(Teo Torriatte (Let Us Cling Together))   | メイ                        |
| 15. | 「ウィ・ウィル・ロック・ユー」(We Will Rock You)            | メイ                        |
| 16. | 「伝説のチャンピオン」(We Are the Champions)                | マーキュリー                |
| 17. | 「ゴッド・セイヴ・ザ・クイーン」(God Save the Queen)        | 編曲:メイ                   |